# Конституционный кризис в Гамбии (2016—2017)
Кризис в Гамбии 2016—2017 годов — конституционный кризис, вызванный нежеланием действующего президента Яйя Джамме, срок полномочий которого истёк 19 января 2017 года, оставить свой пост и передать власть новоизбранному президенту страны, в прошлом лидеру оппозиции Адама Бэрроу. Выборы в стране состоялись 1 декабря 2016 года.
Хотя действующий президент Гамбии Яйя Джамме, возглавлявший страну с 1994 года, и признал своё поражение на выборах, спустя восемь дней он отказался принимать результаты выборов (победу лидера оппозиционной партии Адама Бэрроу). Джамме обратился в Верховный Суд страны, с целью отменить результаты голосования. В столицу и город Серекунда были введены войска. Международное сообщество крайне негативно отреагировало на решение Джамме, ЭКОВАС направил делегацию в Гамбию, дабы убедить президента подать в отставку.

## Выборы и первоначальная реакция Джамме на них
Очередные президентские выборы в Гамбии прошли 1 декабря 2016 года. 51-летний Бэрроу набрал 45,5 процента голосов, а его сверстник, действующий глава государства Джамме — 36,7 процента. Джамме признал поражение ещё до официального объявления результатов выборов.
После объявления результатов выборов сторонники оппозиции широко отметили неожиданную победу, на улицы Банжула вышли тысячи людей, чтобы отметить победу оппозиции. Однако некоторые не были уверены в том, что Джамме просто так сдаст власть, несмотря даже на результаты выборов.
Несколько дней спустя девятнадцать политических заключённых-оппозиционеров были освобождены из тюрем страны, среди них Усэйн Дарбое — бывший лидер Объединенной Демократической партии Гамбии. Дарбое был арестован в апреле 2016 года и приговорён к трём годам тюрьмы.
В интервью вскоре после выборов Бэрроу поблагодарил весь гамбийский народ, и призвал их отложить в сторону свои разногласия, и совместно работать ради развития своей страны. В частности, он сказал: «Я обращаюсь ко всем гамбийцам и друзьям Гамбии присоединиться к нам, и помочь двигать эту великую страну вперёд. Я не хочу, чтобы на этом заканчивалась история Гамбии. Я хочу чувствовать и видеть благополучие страны и всех гамбийцев. Поэтому я призываю всех гамбийцев и друзей Гамбии помочь нам сделать Гамбию снова великой».
Бэрроу заявил, что его ранние приоритеты включают в себя помощь в сельскохозяйственной отрасли. Он сказал: «У нас нет полезных ископаемых. Основой этой страны является сельское хозяйство. … Под руководством президента Яйя сельское хозяйство пришло в упадок.» Его спросили о его планах по реформированию судебной системы, на что он отметил: «Мы хотим свободной и независимой судебной власти, которой никто не сможет помешать. Мы будем сокращать полномочия президента».

## Джамме не признаёт результаты
9 декабря 2016 телевидение Гамбии сообщило, что Джамме «принял решение не признавать результаты недавних выборов» из-за «серьёзных и неприемлемых отклонений … в ходе избирательного процесса». Он заявил, что новые выборы должны быть проведены под контролем «независимой избирательной комиссии». Председатель коалиции оппозиционных сил Фатумата Джаллоу-Тамабаджанг обвинила Джамме в незаконном присвоении средств и заявила: «Мы собираемся создать национальную комиссию по возвращению активов, чтобы вернуть деньги и имущество Джамме и его семьи».

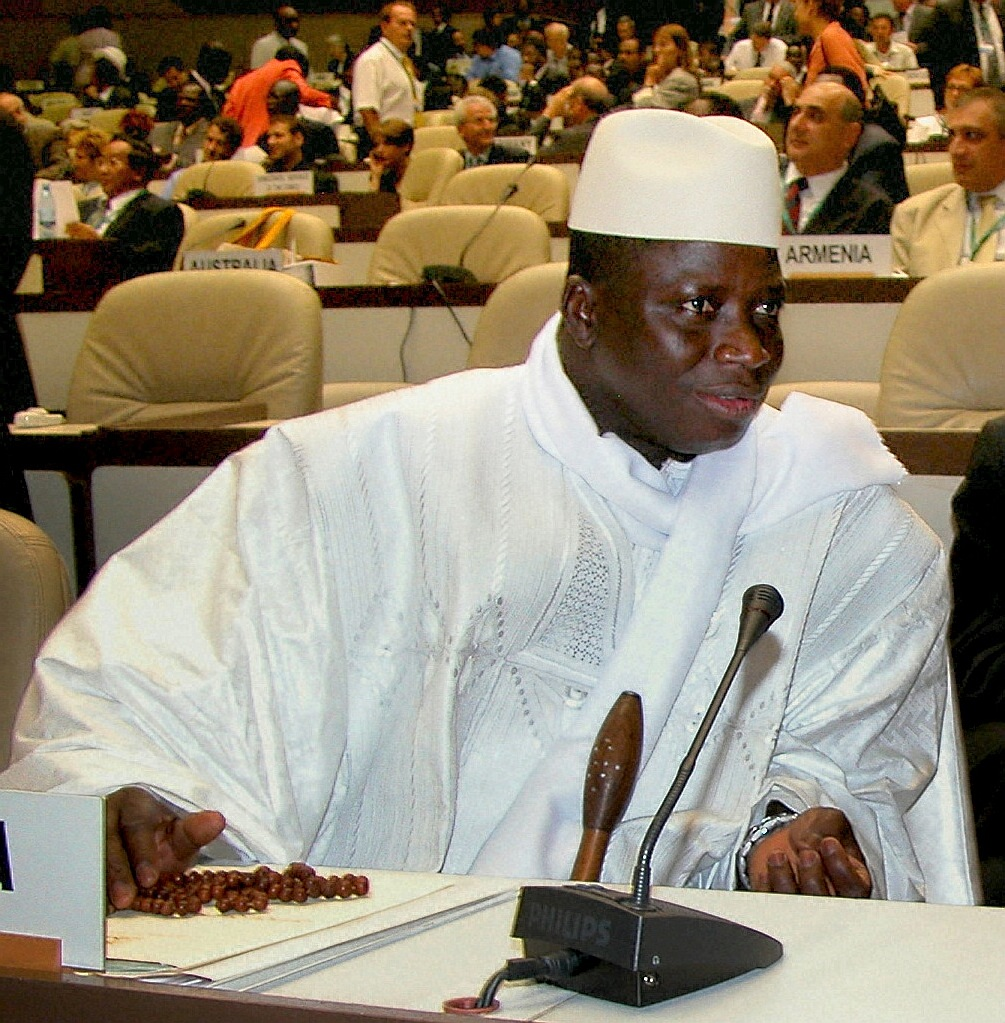
Яйя Джамме

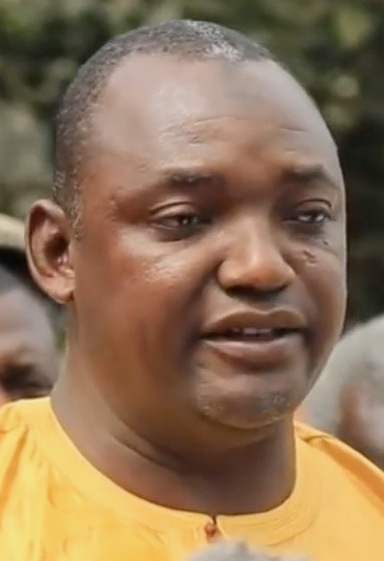
Адама Бэрроу

10 декабря в центре Банжула появились войска, были организованы контрольно-пропускные пункты. Также были введены войска и в Серекунду — крупнейший город страны. Попытка Экономического сообщества стран Западной Африки (ЭКОВАС) и президента Либерии Элен Джонсон-Серлиф вести переговоры по урегулированию конфликта не увенчалась успехом — самолёт не пустили в страну.
Альянс за патриотическую переориентацию и созидание заявил, что будет следить за обращением Джамме в Верховный Суд о признании недействительными результатов выборов. Верховный Суд Гамбии был неактивен с мая 2015 года, и, чтобы провести заседание, нужно было некоторое время. По данным некоторых правозащитных групп, Джамме контролирует гамбийские суды. Из трёх главных судей в период между 2013 и 2015 годами, один оказался в тюрьме, другой был уволен, а третий бежал из страны. Алиу Момарр Нджаи, глава избирательной комиссии, заявил, что, если бы он пошёл в суд, комиссии удалось бы доказать, что нарушений во время подсчёта голосов не было.
13 декабря силовики захватили офисы избирательной комиссии и перекрыли вход в здание, не пустив туда начальника комиссии и его сотрудников. АППС призвал признать результаты выборов недействительными. Между тем, четырём членам ЭКОВАС удалось встретится с Джамме, однако договориться с ним не удалось. В конце декабря военные сняли блокаду с избирательной комиссии. Джамме призвал к спокойствию и сказал, что народу необходимо вернуться к обычной жизни. В новогоднем обращении Джамме яростно критиковал позицию ЭКОВАС, заявив, что «это абсолютно незаконно, так как нарушает принцип невмешательства во внутренние дела государств-членов» и по сути, «это объявление войны и оскорбление нашей Конституции». Он поклялся, что «готов защищать свою страну от любой агрессии и ни за что не пойдёт ни на какие компромиссы».

### Внутренняя реакция
В день отказа от признания результатов выборов Бэрроу выступил с речью, в которой заявил, что Джамме не имеет конституционных полномочий отменять результаты выборов и назначать новые, такими полномочиями обладает только Независимая избирательная комиссия. Бэрроу сказал, что он переехал в безопасное место. По мнению сторонников Бэрроу, место жительство избранного президента страны отказалась защищать и полиция, и армия. Третий кандидат на выборах, Мама Кандэ так же призвал Джамме подать в отставку.
12 декабря адвокатская палата Гамбии провела экстренное совещание. Они назвали отказ Джамме признать результаты выборов «предательством». Союз учителей Гамбии заявил, что поступок Джамме «есть рецепт для хаоса и беспорядка, который, несомненно, ставит под угрозу жизнь всех гамбийцев, особенно наших детей». Призвали Джамме подать в отставку и уступить президентство Бэрроу также Союз прессы Гамбии, Гамбийский университет, медицинское профессиональное объединение и Высший Исламский Совет. 20 декабря двенадцать гамбийских послов направили поздравительное письмо Адаме Бэрроу и призвали Джамме уйти в отставку. В ответ на это новый министр информации страны Сиди Нджие заявил, что 10 января 2017 года все эти послы покинули свои посты.
13 января Бэрроу заявил, что Джамме не должен искать убежища в Нигерии, которое было предложено некоторыми депутатами в Национальной ассамблее. Президент Нигерии Бухари продолжает попытки договориться о мирном разрешении конфликта. Бэрроу также заявил, что он по-прежнему рассчитывает на инаугурацию 19 января. Переговоры, направленные на прекращение кризиса закончились ничем 14 января, после чего Африканский союз заявил, что после 19 января более не признаёт Джамме президентом Гамбии. Бэрроу был приглашён на региональный саммит в Мали, чтобы обсудить процедуру передачи власти. Сам Бэрроу отправился в Сенегал за несколько дней до его инаугурации, из-за опасений за свою безопасность. Бэрроу также пережил личную трагедию, когда его 8-летний сын умер от укуса собаки. Бэрроу пропустил похороны сына 16 января опять же в связи с угрозой его безопасности.

### Международная реакция
Действие Джамме осудили правительства США и Сенегала. Африканский союз также заявил, что признаёт действия Джамме «недействительными». Сенегал призвал провести экстренное заседание Совета Безопасности ООН, который единогласно поддержал идею мирной передачи власти.
Было объявлено, что делегация из четырёх западноафриканских глав государств планировали ехать в Гамбию 13 декабря, дабы попытаться убедить Джамме признать результаты выборов и уйти в отставку. В их число вошли: президент Либерии и председатель ЭКОВАС Элен Джонсон-Серлиф, президент Нигерии Мухаммаду Бухари, президент Ганы Джон Драмана Махама, и президент Сьерра-Леоне Эрнест Бай Корома.
Африканский союз заявил, что также планирует направить на переговоры делегацию в Гамбию, которую возглавит президент Чада и председатель АС Идрис Деби. Федерика Могерини, Верховный представитель Европейского Союза по иностранным делам и политике безопасности, выступила с заявлением о том, что Европейский Союз просит Джамме уважать результаты выборов и уйти в отставку, и что «любая попытка удержать власть чревата серьёзными последствиями». Саманта Пауэр, постоянный представитель США в ООН, заявила, что «это очень опасный момент».
14 декабря официальные лица ООН заявили, что не позволят Джамме остаться главой государства и угрожают строгими санкциями, в случае, если он продолжит попытки удержать власть. Мохамед Ибн Чамбас, специальный представитель по Западной Африке и Сахеле от ООН сказал: «для господина Джамме всё кончено, и он ни при каких обстоятельствах не останется главой государства. К тому времени [18 января], он будет обязан передать власть мистеру Бэрроу.» Пан Ги Мун, генеральный секретарь ООН, заявил, что отказ признавать результаты выборов было «вопиющим актом неуважения к воле народа Гамбии».
16 декабря ЭКОВАС выступил с заявлением о том, что Бэрроу «должен быть приведён к присяге» для того, чтобы «уважать волю народа Гамбии», и что «ЭКОВАС принимает все необходимые меры для обеспечения результата на выборах». ЭКОВАС назначил Мухаммаду Бухари и Джона Махаму в качестве посредников в конфликте. 19 декабря АС выразил полную поддержку позиции ЭКОВАС. Идрис Деби, председатель Африканского союза, назвал позицию ЭКОВАС «принципиальной в отношении ситуации в Гамбии».
Несмотря на давление со стороны региональных лидеров, Джамме, выступая по телевидению вечером 20 декабря, заявил, что не покинет свой пост в конце своего президентского срока в январе, если Верховный Суд Гамбии утвердит результаты. Он снова настаивал на необходимости провести новые выборы. Своим ярким и дерзким тоном он заявил, что готов к возможной борьбе с интервентами.
23 декабря ЭКОВАС объявил, что они будут вынуждены ввести войска в Гамбию, если Джамме не отступит. Президент комиссии ЭКОВАС Марсель Ален де Соуза сказал: «Мандат Джамме заканчивается 19 января, это крайний срок». Военную интервенцию возглавит Сенегал. Де Соуза заявил: «Если он не идёт на компромисс, у нас есть сила, которая уже готова к бою, и эта сила вмешается, чтобы восстановить волю народа». Выступая 7 января, Джонсон-Серлиф подчеркнула важность мирного урегулирования.

## Введение чрезвычайного положения
1 января и 2 января 2017 года три частные радиостанции (Taranga FM, Hilltop Radio и Afri Radio) были закрыты по приказу Национального разведывательного управления Гамбии. 3 января сообщалось о том, что Алиеу Момар Нджаи, глава избирательной комиссии, покинул страну. В новогоднем сообщении начальник штаба обороны Усман Барги подтвердил, что «Джамме был непоколебимо лоялен к Вооружённым Силам страны и всячески оказывал им поддержку».
17 января, за день до окончания своих президентских полномочий, Джамме объявил о 90-дневном чрезвычайном положении. В телевизионном обращении Джамме заявил о «беспрецедентной и огромной степени иностранного вмешательства» в период до декабрьских выборов. Оппозиционные партии обвинили Джамме в использовании чрезвычайного положения с целью сохранить президентство.
Национальное собрание одобрило чрезвычайное положение вместе с резолюцией, осуждающей иностранное вмешательство и продлили срок своих полномочий, истекающих в апреле на три месяца (до 11 июля 2017 года). Также было одобрено продление президентского срока Джамме на три месяца.
После объявления чрезвычайного положения сенегальские войска были развернуты на гамбийской границе 18 января, подготовив военный ответ ЭКОВАС в случае, если Совет Безопасности ООН одобрит военное вмешательство. Военные силы с земли были поддержаны авиацией Нигерийских ВВС, в возможной операции будет принимать участие корабль Нигерийского ВМФ.В тот же день министр-обороны Гамбии Усман Баджие якобы заявил, что его силы не будут воевать в случае иностранной интервенции против Джамме.
Вице-президент Исату Нджие-Сайди ушёл в отставку 18 января. Из-за кризиса покинули свои посты восемь членов кабинета министров страны.
Президент Мавритании Мохамед Ульд Абдель-Азиз попытался убедить Джамме уйти в отставку перед встречей с президентом Сенегала Маки Салем, однако, несмотря на истечение президентского срока, Джамме отказался добровольно покинуть свой пост. 19 января ЭКОВАС дал Джамме срок до полуночи 20 января. Самолёты нигерийских ВВС несколько раз входили в воздушное пространство Гамбии.
Ботсвана стала первой страной, на официальном уровне прекратившей признание Джамме президентом страны (19 января). 19 января 2017 года сенегальские войска пересекли границу и вторглись в Гамбию. Ввод войск состоялся в соответствии с единогласным решением Совета Безопасности ООН.

### Инаугурация Адама Бэрроу и вмешательство ЭКОВАС
Оппозиция готовила церемонию инаугурации на мини-стадионе в Банжуле, но позднее была вынуждена отказаться от этого варианта, так как представитель Бэрроу Халифа Салах заявил, что избранный президент будет приведён к присяге в неустановленном месте. Немного позднее стало известно, что церемония инаугурации состоится в гамбийском посольстве в столице Сенегала — Дакаре. Через несколько часов после инаугурации Бэрроу 19 января 2017 года войска Сенегала и Нигерии вторглись на территорию Гамбии, но позже контингент ЭКОВАС приостановил военную операцию в Гамбии, чтобы дать Джамме шанс на мирную передачу власти избранному президенту Адаме Бэрроу. Однако Джамме снова отказался уйти в отставку. Срок был продлён ещё на четыре часа, но он проигнорировал и его. Президент Мавритании Мохамед Абдель-Азиз, президент Гвинеи Альфа Конде и специальный представитель от ООН Мохаммед Ибн Чамбас пытались уговорить его уйти в отставку. Министр обороны страны Усман Баджие заявил, что армия Гамбии не будет воевать с ЭКОВАС. По данным Бэрроу и сенегальского официального представителя, Джамме согласился уйти в отставку и покинуть страну. Позднее, президент Мавритании Мохамед Абдель-Азиз подтвердил эти данные, заявив, что стороны пришли к соглашению, и Джамме вскоре покинет свой пост.
В ночь на 21 января Джамме объявил по государственному телевидению, что он уходит с поста президента страны. Затем он сел в самолет, который улетел в столицу Гвинеи Конакри.
26 января 2017 г. Адам Бэрроу вернулся в Гамбию из Сенегала и приступил к исполнению обязанностей президента. 2500 военнослужащих стран ЭКОВАС временно остались в Гамбии.